# Fessenheim-le-Bas
Fessenheim-le-Bas è un comune francese di 515 abitanti situato nel dipartimento del Basso Reno nella regione del Grand Est.

## Società

### Evoluzione demografica
Abitanti censiti